# La Mata de Ledesma
La Mata de Ledesma település Spanyolországban, Salamanca tartományban. La Mata de Ledesma Rollán, Canillas de Abajo, Tabera de Abajo, Sando, Doñinos de Ledesma, Villarmayor és Golpejas községekkel határos. Lakosainak száma 101 fő (2024).

## Népesség
A település népessége az elmúlt években az alábbi módon változott:
| Lakosok száma | 148  | 137  | 128  | 123  | 112  | 110  | 106  | 98   | 106  | 101  |
|               | 2001 | 2004 | 2007 | 2009 | 2012 | 2014 | 2017 | 2019 | 2022 | 2024 |